# Efecto geodésico

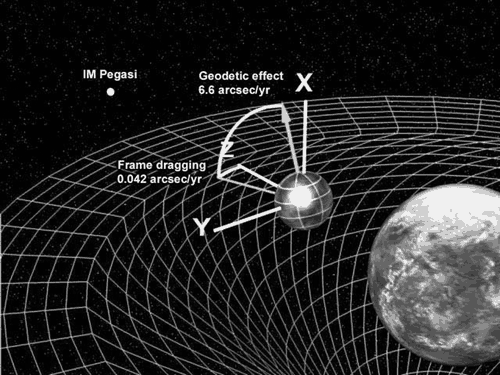
Una representación del efecto geodésico, comprobado por el experimento Gravity Probe B

El efecto geodésico (también conocido como precesión geodésica, precesión de De Sitter o efecto de De Sitter) representa el efecto de la curvatura del espacio-tiempo, predicho por la relatividad general, en un vector transportado junto con un cuerpo en órbita. Por ejemplo, el vector podría ser el momento angular de un giroscopio que orbita la Tierra, como se realizó en el experimento Gravity Probe B. El efecto geodésico fue predicho por primera vez por Willem de Sitter en 1916, quien incorporó correcciones relativistas al movimiento del sistema Tierra-Luna. El trabajo de De Sitter fue ampliado en 1918 por Jan Schouten y en 1920 por Adriaan Fokker. También se puede aplicar a la precesión secular particular de órbitas astronómicas, equivalente a la rotación del vector de Runge-Lenz.
El término efecto geodésico tiene dos significados ligeramente diferentes, ya que el cuerpo en movimiento puede estar girando o no. Los cuerpos que no giran se mueven según líneas geodésicas, mientras que los cuerpos que giran se mueven en órbitas ligeramente diferentes.
La diferencia entre la precesión de De Sitter y la precesión de Lense-Thirring (arrastre de sistemas de referencia) es que el efecto de De Sitter se debe simplemente a la presencia de una masa central, mientras que la precesión de Lense-Thirring se debe a la rotación de la masa central. La precesión total se calcula combinando la precesión de De Sitter con la precesión de Lense-Thirring.

## Confirmación experimental
El efecto geodésico fue verificado con una precisión superior al 0,5% por el ensayo Gravity Probe B, un experimento que mide la inclinación del eje de giro de un giróscopo en órbita alrededor de la Tierra. Los primeros resultados fueron anunciados el 14 de abril de 2007 en la reunión de la Sociedad Estadounidense de Física.

## Fórmulas
Para deducir la precesión geodésica, debe suponerse que el sistema está en rotación según una métrica de Schwarzschild. La métrica no rotativa es:
{\displaystyle ds^{2}=dt^{2}\left(1-{\frac {2m}{r}}\right)-dr^{2}\left(1-{\frac {2m}{r}}\right)^{-1}-r^{2}(d\theta ^{2}+\sin ^{2}\theta \,d\phi '^{2}),}
donde c = G = 1.
Se introduce ahora un sistema de coordenadas giratorio, con una velocidad angular {\displaystyle \omega }, tal que un satélite en una órbita circular en el plano θ=π/2 permanece en reposo, de donde se obtiene que
{\displaystyle d\phi =d\phi '-\omega \,dt.}
En este sistema de coordenadas, un observador en la posición radial r ve un vector colocado en r girando con una frecuencia angular ω. Este observador, sin embargo, ve un vector posicionado en algún otro valor de r girando a una velocidad diferente, debido a la dilatación relativista del tiempo. Transformando la métrica de Schwarzschild al marco giratorio y suponiendo que {\displaystyle \theta } es una constante, entonces
{\displaystyle {\begin{aligned}ds^{2}&=\left(1-{\frac {2m}{r}}-r^{2}\beta \omega ^{2}\right)\left(dt-{\frac {r^{2}\beta \omega }{1-2m/r-r^{2}\beta \omega ^{2}}}\,d\phi \right)^{2}-\\&-dr^{2}\left(1-{\frac {2m}{r}}\right)^{-1}-{\frac {r^{2}\beta -2mr\beta }{1-2m/r-r^{2}\beta \omega ^{2}}}\,d\phi ^{2},\end{aligned}}}
con {\displaystyle \beta =\sin ^{2}(\theta )}. Para un cuerpo que orbita en el plano θ=π/2, se tiene que ß= 1, y la línea mundial del cuerpo mantendrá coordenadas espaciales constantes durante todo el tiempo. Ahora, la métrica está en la forma canónica:
{\displaystyle ds^{2}=e^{2\Phi }\left(dt-w_{i}\,dx^{i}\right)^{2}-k_{ij}\,dx^{i}\,dx^{j}.}
A partir de esta forma canónica, se puede determinar fácilmente la velocidad de rotación de un giroscopio en el tiempo propio:
{\displaystyle {\begin{aligned}\Omega &={\frac {\sqrt {2}}{4}}e^{\Phi }[k^{ik}k^{jl}(\omega _{i,j}-\omega _{j,i})(\omega _{k,l}-\omega _{l,k})]^{1/2}=\\&={\frac {{\sqrt {\beta }}\omega (r-3m)}{r-2m-\beta \omega ^{2}r^{3}}}={\sqrt {\beta }}\omega .\end{aligned}}}
donde la última igualdad es verdadera solo para observadores en caída libre para los cuales
no hay aceleración y, por lo tanto, {\displaystyle \Phi ,_{i}=0}. Esto lleva a
{\displaystyle \Phi ,_{i}={\frac {2m/r^{2}-2r\beta \omega ^{2}}{2(1-2m/r-r^{2}\beta \omega ^{2})}}=0.}
Resolver esta ecuación para ω produce
{\displaystyle \omega ^{2}={\frac {m}{r^{3}\beta }}.}
Esta expresión es esencialmente la ley de los períodos de Kepler, que resulta ser relativistamente exacta cuando se expresa en términos de la coordenada temporal t de este sistema de coordenadas giratorio en particular. En el sistema giratorio, el satélite permanece en reposo, pero un observador a bordo del satélite ve el vector de momento angular del giroscopio describiendo un movimiento de precesión a una velocidad ω. Este observador también ve las estrellas distantes girando, pero giran a un ritmo ligeramente diferente debido a la dilatación del tiempo. Sea t el tiempo propio del giroscopio. Entonces:
{\displaystyle \Delta \tau =\left(1-{\frac {2m}{r}}-r^{2}\beta \omega ^{2}\right)^{1/2}\,dt=\left(1-{\frac {3m}{r}}\right)^{1/2}\,dt.}
El término -2m/r se interpreta como la dilatación del tiempo gravitacional, mientras que el término -m/r adicional se debe a la rotación de este marco de referencia. Sea α' la precesión acumulada en el sistema giratorio. Desde {\displaystyle \alpha '=\Omega \Delta \tau }, la precesión en el transcurso de una órbita, en relación con las estrellas distantes, viene dada por:
{\displaystyle \alpha =\alpha '+2\pi =-2\pi {\sqrt {\beta }}{\Bigg (}\left(1-{\frac {3m}{r}}\right)^{1/2}-1{\Bigg )}.}
Con una serie de Taylor de primer orden, se obtiene
{\displaystyle \alpha \approx {\frac {3\pi m}{r}}{\sqrt {\beta }}={\frac {3\pi m}{r}}\sin(\theta ).}

## Precesión de Thomas
Se puede intentar descomponer la precesión de De Sitter en un efecto cinemático llamado precesión de Thomas combinado con un efecto geométrico causado por el espacio-tiempo gravitacionalmente curvado. Al menos un autor lo describe de esta manera, pero otros afirman que "la precesión de Thomas entra en juego para un giroscopio en la superficie de la Tierra..., pero no para un giroscopio en un satélite que se mueve libremente". Una objeción a la primera interpretación es que la precesión requerida por Thomas tiene el signo equivocado. La ecuación de transporte de Fermi-Walker proporciona tanto el efecto geodésico como la precesión de Thomas y describe el transporte del vector de espín de cuatro dimensiones para el movimiento acelerado en el espacio-tiempo curvo. El vector de giro es ortogonal al vector de velocidad. El transporte de Fermi-Walker mantiene esta relación. Si no hay aceleración, el transporte de Fermi-Walker es simplemente un transporte paralelo en una geodésica y da la precesión de giro debido al efecto geodésico. Para la aceleración debida al movimiento circular uniforme en el espacio-tiempo plano de Minkowski, el transporte de Fermi Walker da la precesión de Thomas.